# Blythe (Kalifornien)
Blythe [ˈblaɪθ] ist eine US-amerikanische Stadt im Riverside County im US-Bundesstaat Kalifornien. Das U.S. Census Bureau hat bei der Volkszählung 2020 eine Einwohnerzahl von 18.317 ermittelt. Die Stadt befindet sich an der Grenze zu Arizona. Das Stadtgebiet hat eine Größe von 69,9 km².
Der Ort liegt am Colorado River und gehört zum Palo Verde Valley, einer landwirtschaftlich genutzten Region in der Colorado-Wüste. Benannt ist er nach Thomas Blythe aus San Francisco, der im Jahr 1877 die Rechte am Wasser des Colorado Rivers in der Region erwarb. Die Stadt bekam am 21. Juli 1916 den Rang einer City zugesprochen.

## Geografie
Politisch betrachtet liegt Blythe im Osten des Riverside Countys in Kalifornien in den USA, naturräumlich lässt der Ort sich der Colorado-Wüste, einem Teil der Sonora-Wüste, zuordnen. Die Stadt befindet sich abgelegen von den Bevölkerungszentren des Countys und stellt innerhalb des Countys die einzige größere Siedlung östlich des Coachella Valleys dar, entsprechend grenzt Blythe nicht an andere Städte. Die östliche Stadtgrenze bildet der Colorado River, der hier zudem als Grenzfluss zwischen Kalifornien und Arizona fungiert. Im Ort selbst treffen die Interstate 10 und der U.S. Highway 95 aufeinander, zudem liegt etwas östlich des Zentrums an der Interstate das Ende der California State Route 78.
Im Norden von Blythe liegen die gemeindefreien Siedlungen Lost Lake und Vidal, im Süden der Census-designated place Ripley, im Westen Desert Center sowie im Osten Ehrenberg, Arizona. Größere Städte in der erweiterten Umgebung sind in Arizona Yuma (135 km) und Phoenix (240 km). In Kalifornien liegen die Städte Indio (155 km), Riverside (275 km) und San Bernardino (Kalifornien) (275 km) im Umkreis.
Blythe hat 20.817 Einwohner (Stand der Volkszählung 2010). Die Stadt erstreckt sich auf eine Fläche von 69,855 km², wovon mit 67.828 km² die Landfläche den größten Teil ausmacht. Die Bevölkerungsdichte beträgt somit 306,9 Einwohner pro Quadratkilometer. Das Stadtzentrum befindet sich auf einer Höhe von 83 Metern.
Trotz Kaliforniens Anfälligkeit für Erdbeben hat es laut Geologen in den letzten 500.000 Jahren kein Erdbeben im Zentrum des heutigen Blythe gegeben.

### Klima
Als Wüstenstadt ist das Klima arid mit sehr heißen Sommern und milden Wintern. Die durchschnittliche jährliche Höchsttemperatur beträgt 31,3  °C, die Tiefsttemperatur 12,8  °C. Im Sommer wird es in der Regel über 40  °C warm. Der durchschnittliche jährliche Niederschlag liegt knapp unterhalb von 100 mm. Die höchste jemals in Blythe gemessene Temperatur betrug genau 50  °C und wurde sowohl am 7. Juli 1920 als auch am 24. Juni 1929 gemessen. Am kältesten war es am 6. Januar 1913 mit −15  °C.
|                       | Jan  | Feb  | Mär  | Apr  | Mai  | Jun  | Jul  | Aug  | Sep  | Okt  | Nov  | Dez  |   |      |
| Mittl. Tagesmax. (°C) | 19,8 | 22,8 | 26,3 | 30,8 | 35,3 | 40,1 | 42,4 | 41,6 | 38,8 | 32,5 | 24,8 | 19,8 | ⌀ | 31,3 |
| Mittl. Tagesmin. (°C) | 3,0  | 5,4  | 8,1  | 11,5 | 15,5 | 19,7 | 24,5 | 24,1 | 19,6 | 12,7 | 6,3  | 3,1  | ⌀ | 12,8 |
|                       |      |      |      |      |      |      |      |      |      |      |      |      |   |      |
| Niederschlag (mm)     | 13,0 | 11,7 | 8,6  | 3,0  | 0,8  | 1,3  | 5,1  | 15,5 | 9,9  | 6,9  | 6,9  | 14,5 | Σ | 97,2 |

| 3,0 |

| 5,4 |

| 8,1 |

| 11,5 |

| 15,5 |

| 19,7 |

| 24,5 |

| 24,1 |

| 19,6 |

| 12,7 |

| 6,3 |

| 3,1 |

| 3,0 |

| 5,4 |

| 8,1 |

| 11,5 |

| 15,5 |

| 19,7 |

| 24,5 |

| 24,1 |

| 19,6 |

| 12,7 |

| 6,3 |

| 3,1 |

## Geschichte
Im Jahr 1882 erreichte der gebürtige Engländer Thomas Blythe auf der Suche nach Land für Immobilien die Gegend. Der zuvor in San Francisco tätige Händler hatte bereits am 17. Juli 1877 Wasserrechte am nahen Colorado River erworben und war ebenfalls an Farmen und Minen beteiligt. Nach seinem Tod 1883 wurde das Land nicht mehr weiterentwickelt.
Frank Murphy und Ed Williams aus dem benachbarten Arizona-Territorium kamen im Jahr 1904 in die Region und waren von ihrer Eignung für Viehhaltung und Landwirtschaft überzeugt. Mithilfe von W. A. Hobson gründeten sie die „Palo Verde Land and Water Company“. W. F. Holt, der an den Entwicklungen im nahen Imperial Valley beteiligt war, wurde zum Geschäftsführer des Unternehmens und stand diesem bis 1912 vor.
Die California Southern Railroad baute im Jahr 1916 eine Eisenbahnstrecke vom heute nicht mehr existierenden Wüstenort Rice im San Bernardino County nach Blythe. Rice trug daher zeitweise den Namen Blythe Junction. Von 1921 bis 1991 verwaltete die Atchison, Topeka and Santa Fe Railway die Trasse.
Die Stadt wurde 1922 von weitläufigen Überschwemmungen heimgesucht, Grund hierfür war das Überlaufen des Colorado Rivers. Nach dem Unglück konnte Blythe in den folgenden Jahrzehnten kaum wachsen. Der zur Prävention gebaute Hoover Dam und der Parker Dam verhinderten weitere Fluten im Stadtgebiet.

## Politik
Blythe ist Teil des 28. Distrikts im Senat von Kalifornien, der momentan vom Demokraten Ted W. Lieu vertreten wird. In der California State Assembly ist der Ort dem 56. Distrikt zugeordnet und wird somit vom Demokraten V. Manuel Pérez vertreten. Auf Bundesebene gehört Blythe Kaliforniens 36. Kongresswahlbezirk an, der einen Cook Partisan Voting Index von R+1 hat und vom Demokraten Raul Ruiz vertreten wird.

## Wirtschaft
Die Interstate 10 verläuft durch Blythe.
Die Stadt verfügt über einen Flughafen (IATA-Code: BLH, ICAO-Code: KBLH).
Nahe der Stadt wird derzeit das Solarkraftwerk Blythe gebaut. Dieses sollte ursprünglich das weltgrößte Sonnenwärmekraftwerk mit einer Leistung von rund einem Gigawatt werden. Nach der Insolvenz des Projektentwicklers Solar Millennium wurde die geplante Leistung der Anlage vom aktuellen Eigentümer NextEra Energy auf 485 Megawatt deutlich verringert.
Das Logistikunternehmen Con-way unterhält eine Niederlassung in Blythe. Vor allem nachts werden hier sogenannte Cross dockings durchgeführt.

## Tourismus
Der Tourismus ist ein wichtiges Element der örtlichen Wirtschaft. Blythe dient oft als Zwischenstopp auf Reisen zwischen dem Großraum Los Angeles und Phoenix, da es nahezu mittig zwischen beiden Metropolregionen liegt. Die Wintermonate locken stets viele Besucher aus den kälteren Nordstaaten hierher.
An jedem dritten Wochenende im Januar richtet die Stadt das Blythe Bluegrass Festival aus. Jährlich nehmen über 13.000 Besucher an dem dreitägigen Musikfest teil.
Das Taubenschießen erfreut sich großer Beliebtheit, Beginn der Jagdsaison ist immer am 1. September.